# Rhagodes melanus
Rhagodes melanus är en spindeldjursart som först beskrevs av Olivier 1807.  Rhagodes melanus ingår i släktet Rhagodes och familjen Rhagodidae. Inga underarter finns listade i Catalogue of Life.